# Koninkrijk Wessex

De koninkrijken van Groot-Brittannië rond het jaar 800

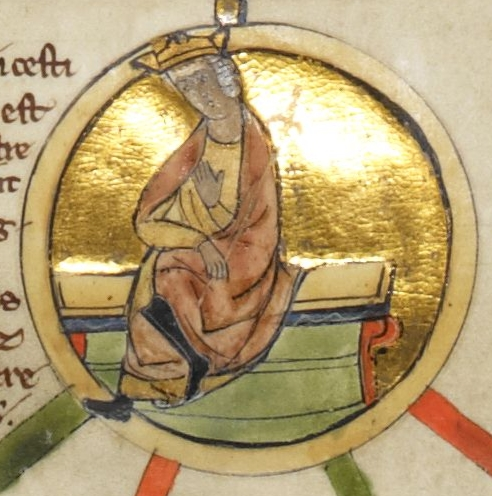
Ethelwulf in een 13e-eeuws manuscript

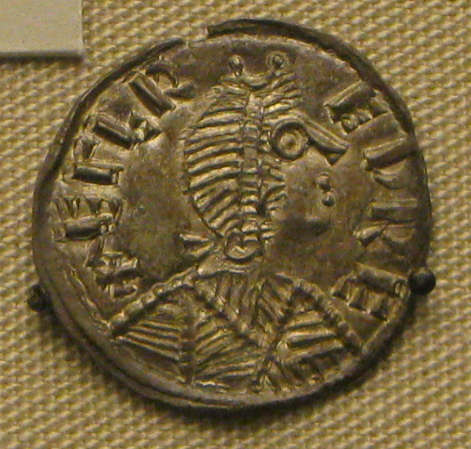
Alfred de Grote op een contemporaine munt

Het koninkrijk Wessex of koninkrijk der West-Saksen (Oudengels: Westseaxna rīce) was een Angelsaksisch koninkrijk van de West-Saksen, in Zuidwest-Engeland, vanaf de 6e eeuw, tot de opkomst van een verenigde Engelse staat in de 10e eeuw, onder de Wessex-dynastie. Het werd een graafschap na de verovering van Knoet de Grote in 1016, van 1020 tot 1066. Na de Normandische verovering werden de Engelse graafschappen ontbonden, en Wessex werd opgesplitst en verdeeld onder de aanhangers van Willem de Veroveraar.

## Geschiedenis
Het historische Wessex begint voor zover bekend met koning Ceawlin (560-591?), volgens traditie de zoon van Cynric. Hij had een machtsbasis in de westelijke Theemsvallei, met Dorchester in Oxfordshire als hoofdplaats. Hij breidde het rijk uit in alle richtingen, in het bijzonder naar het westen. Hij geldt als de tweede Bretwalda (opperkoning), na Aelle van Sussex.
Later werd het rijk ook naar het zuiden (Hampshire en Wight) en zuidwesten (Dorset en Somerset, later Devon) uitgebreid. Tegelijkertijd ging echter het noordelijke deel van het gebied verloren aan het expanderende Mercia. Daarom kwam er in het zuiden een nieuw bestuurscentrum in Winchester.
Overigens was de naam Wessex toen nog niet in gebruik. Pas vanaf de tijd van koning Ine (ca. 700) werd gesproken over de 'West-Saksen', over Wessex als gebied nog later. Voor die tijd was er sprake van de Gewisse of Gewissae. Dit werd wel verbonden met een mythologische 'Gewis', de grootvader van Cerdic, maar is meer waarschijnlijk een Oudsaksisch woord dat 'bondgenoten' betekent.
De latere uitbreiding van Wessex met het huidige Devon en Cornwall leidde tot een toenemende macht van de koningen. Dit voorkwam ook dat Engeland vanuit het zuiden door de Vikingen kon worden veroverd. Een van de belangrijkste West-Saksische nederzettingen was Winchester, dat in 871 door Alfred de Grote tot hoofdstad werd gemaakt.
Het koningschap was in Wessex niet strikt erfelijk. De sterkste kandidaat uit de vooraanstaande families werd gekozen of vestigde zijn macht. De interne strijd die dit met zich meebracht kan weleens contraproductief zijn geweest. Mogelijk zijn er ook perioden geweest dat er geen daadwerkelijke koning was, omdat geen van de 'onderkoningen' duidelijk boven de rest uitstak.
Na de dood van koning Offa van Mercia kwam het koninkrijk Wessex op de voorgrond, eerst onder Egbert (802-839), die door Northumbria en Mercia werd erkend als Bretwalda (heerser van geheel Brittannië), daarna onder zijn zoon Ethelwulf (839-856). Onder de regering van deze laatste namen de invallen van de Vikingen toe en toen Alfred de Grote (871-899) op de troon kwam, waren de Noormannen of Denen in bezit van geheel East Anglia en de oostelijke Midlands. Door zijn overwinning bij Edington in 878 wist Alfred de onafhankelijkheid van Wessex te handhaven en in 886 sloot hij een verdrag met de Deense koning Guthrum waarbij aan de Scandinavische invaller een deel van Engeland werd afgestaan, later bekend als de Danelaw.

### Wessex in de laatste eeuwen
De 19e-eeuwse romanschrijver en dichter Thomas Hardy gebruikte de naam Wessex als de fictieve naam voor het land waar een tiental van zijn boeken speelt - de graafschappen Berkshire, Hampshire, Wiltshire, Dorset, Somerset en Devon, ruwweg het grondgebied van het vroegmiddeleeuwse koninkrijk. De bekendste van de Wessexromans zijn Far from the Madding Crowd (1874), The Return of the Native (1878), The Mayor of Casterbridge, Tess of the D'Urbervilles (1891) en Jude the Obscure (1895).
Er bestaat een politieke partij, de in 1974 opgerichte Wessex Regionalist Party, die zich inzet voor een zekere mate van zelfstandigheid voor het gebied, maar het behaalde aantal stemmen kwam nooit boven de 2000.
Bij hun huwelijk op 19 juni 1999 verleende koningin Elizabeth II van het Verenigd Koninkrijk aan haar jongste zoon prins Edward en diens vrouw Sophie Rhys-Jones de titel graaf en gravin van Wessex.

## Koningen van Wessex
De volgende lijst is de traditionele lijst van koningen van Wessex. De gegeven data komen van de koningslijsten van Wessex. Voor de eerste koningen worden ook wel eerdere data gegeven (Cerdic 519-534, Cynric 534-560, Ceawlin 560-591), gebaseerd op de Anglo-Saxon Chronicle. Deze zijn echter waarschijnlijk kunstmatig vervroegd, met een tweeledige bedoeling:
- Om het feit dat Ceawlin vóór Ethelbert van Kent bretwalda was in overeenstemming te brengen met de vermeende (maar waarschijnlijk onjuiste) datering van het begin van Ethelreds regering op ca. 560
- Om het koningshuis van Wessex meer ouderdom en daarmee meer status te geven

## Koningslijst
Zie voor de opvolgers van Alfred: lijst van Britse koningen.
East Anglia · Essex · Kent · Mercia · Northumbria · Sussex · Wessex